# Recopa Africana 1995
La Recopa Africana 1995 es la 21.ª edición de este torneo de fútbol a nivel de clubes de África organizado por la CAF y que contó con la participación de 28 equipos campeones de copa de sus respectivos países, 7 menos que en la edición anterior.
El JS Kabylie de Argelia venció en la final al Julius Berger FC de Nigeria para convertirse en el primer equipo de Argelia en ganar el torneo.

## Primera Ronda
| Equipo 1              | Agr.     | Equipo 2           | Ida | Vuelta |
| --------------------- | -------- | ------------------ | --- | ------ |
| Vaal Professionals FC | 3–4      | Young Africans SC  | 2–2 | 1–2    |
| Matlama FC            | 3–4      | Tamil Cadets Club  | 2–1 | 1–3    |
| Blackpool Harare      | 5–1      | US Saint-Andréenne | 2–0 | 3–1    |
| Township Rollers FC   | 3–5      | Kabwe Warriors FC  | 2–1 | 1–4    |
| Zumunta AC            | 2–2 (v.) | Stade d'Abidjan    | 2–1 | 0–1    |
| As Nianan             | 2–1      | Etoile Filante     | 0–1 | 2–0    |
| Independente SC       | 1-5      | Olympic Mvolyé     | 1–2 | 0–3    |
| Vital'O               | 3-2      | AS Mangasport      | 2-0 | 1-2    |
| EPB                   | 1–3      | Hearts of Oak      | 1–3 | w.o.1  |
| Wallidan FC           | w.o.2    | KAC Marrakech      | -   | -      |
| AS Marsa              | w.o.2    | AS Cara            | -   | -      |
| Al-Merreikh           | bye      |                    | -   | -      |
| DC Motema Pembe       | bye      |                    | -   | -      |
| JS Kabylie            | bye      |                    | -   | -      |
| Julius Berger FC      | bye      |                    | -   | -      |

1- El EPB abandonó el torneo después del partido de ida.
2- El KAC Marrakech y el AS Cara abandonaron el torneo antes del partido de ida.

## Segunda Ronda
| Equipo 1          | Agr. | Equipo 2          | Ida | Vuelta |
| ----------------- | ---- | ----------------- | --- | ------ |
| Blackpool Harare  | 3–1  | Kabwe Warriors FC | 0–0 | 3–1    |
| Young Africans SC | 4–2  | Tamil Cadets Club | 3–1 | 1–1    |
| Julius Berger FC  | 8–1  | As Nianan         | 5–0 | 3–1    |
| Olympic Mvolyé    | 1–4  | Hearts of Oak     | 1–0 | 0–4    |
| DC Motema Pembe   | 2–1  | Vital'O           | 2–0 | 0–1    |
| Al-Merreikh       | 2–3  | Maxaquene         | 1–1 | 1–2    |
| JS Kabylie        | 2–1  | Stade d'Abidjan   | 2–0 | 0–1    |
| AS Marsa          | w/o1 | Wallidan          | —   | —      |

1- El Wallidan abandonó el torneo.

## Cuartos de final
| Equipo 1         | Agr.  | Equipo 2       | Ida | Vuelta |
| ---------------- | ----- | -------------- | --- | ------ |
| Maxaquene        | w.o.1 | Marsa          | —   | —      |
| Motema Pembe     | 1-2   | Julius Berger  | 1-0 | 0-2    |
| Blackpool Harare | 4-2   | Young Africans | 2-1 | 2-1    |
| Kabylie          | 4-3   | Hearts of Oak  | 3-1 | 1-2    |

1- El AS Marsa abandonó el torneo.

## Semifinales
| Equipo 1         | Agr.     | Equipo 2      | Ida | Vuelta |
| ---------------- | -------- | ------------- | --- | ------ |
| Blackpool Harare | 2-2 (v.) | Kabylie       | 2-1 | 0-1    |
| Maxaquene        | 0-1      | Julius Berger | 0-0 | 0-1    |

## Final
| Equipo 1      | Agr. | Equipo 2 | Ida | Vuelta |
| ------------- | ---- | -------- | --- | ------ |
| Julius Berger | 2-3  | Kabylie  | 1-1 | 1-2    |

## Campeón
| Recopa Africana 1995 |
| -------------------- |
| Bandera de Argelia   |
| JS Kabylie 1º Título |